# Saint-Priest-la-Marche

Saint-Priest-la-Marche este o comună în departamentul Cher, Franța. În 1 ianuarie 2022 avea o populație de 249 de locuitori.